# プリンチペ・グラナローロ鉄道1形電車

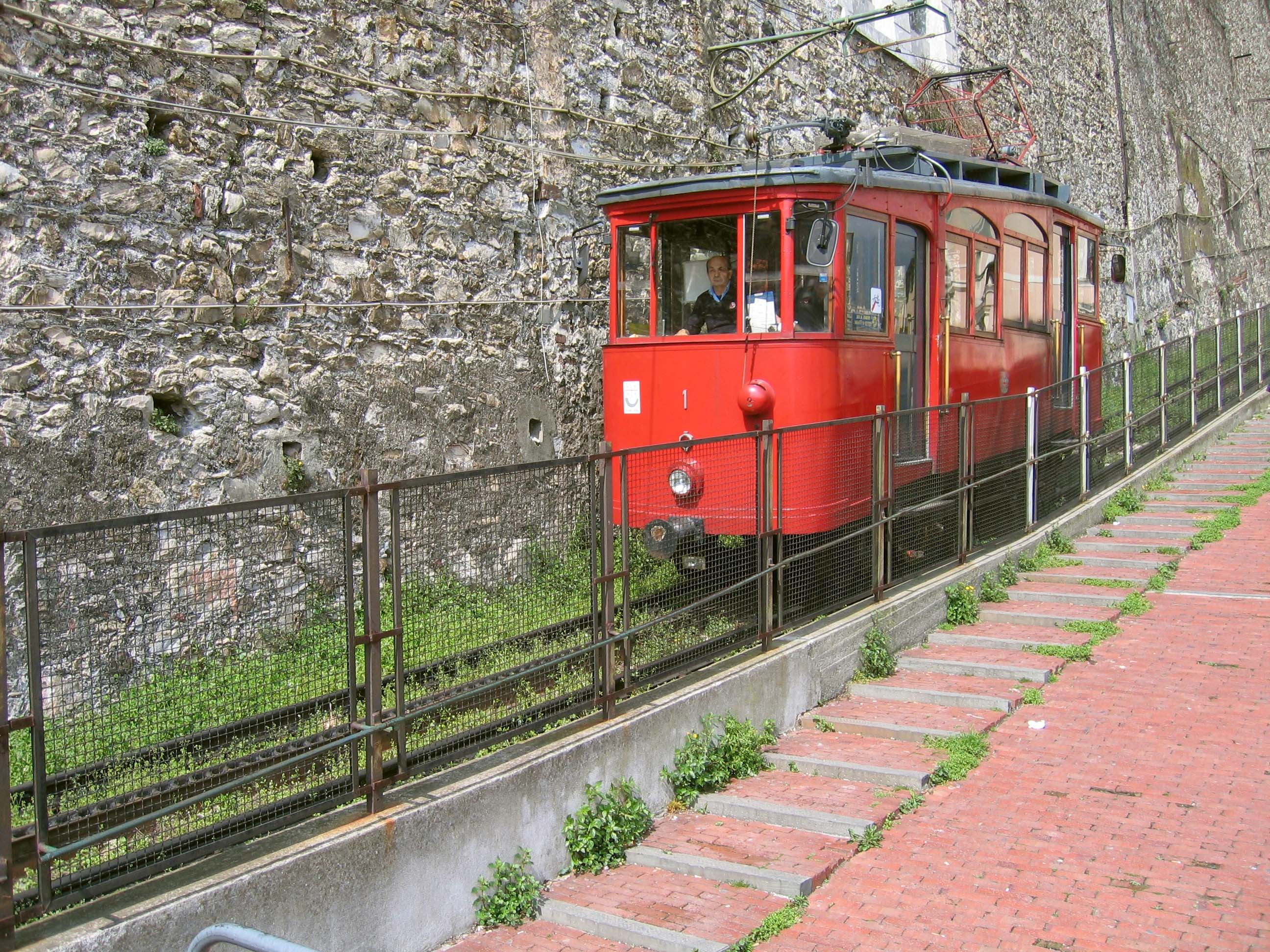
プリンチペ宮の横を降りてくるプリンチペ・グラナローロ鉄道の1形1号機、2006年

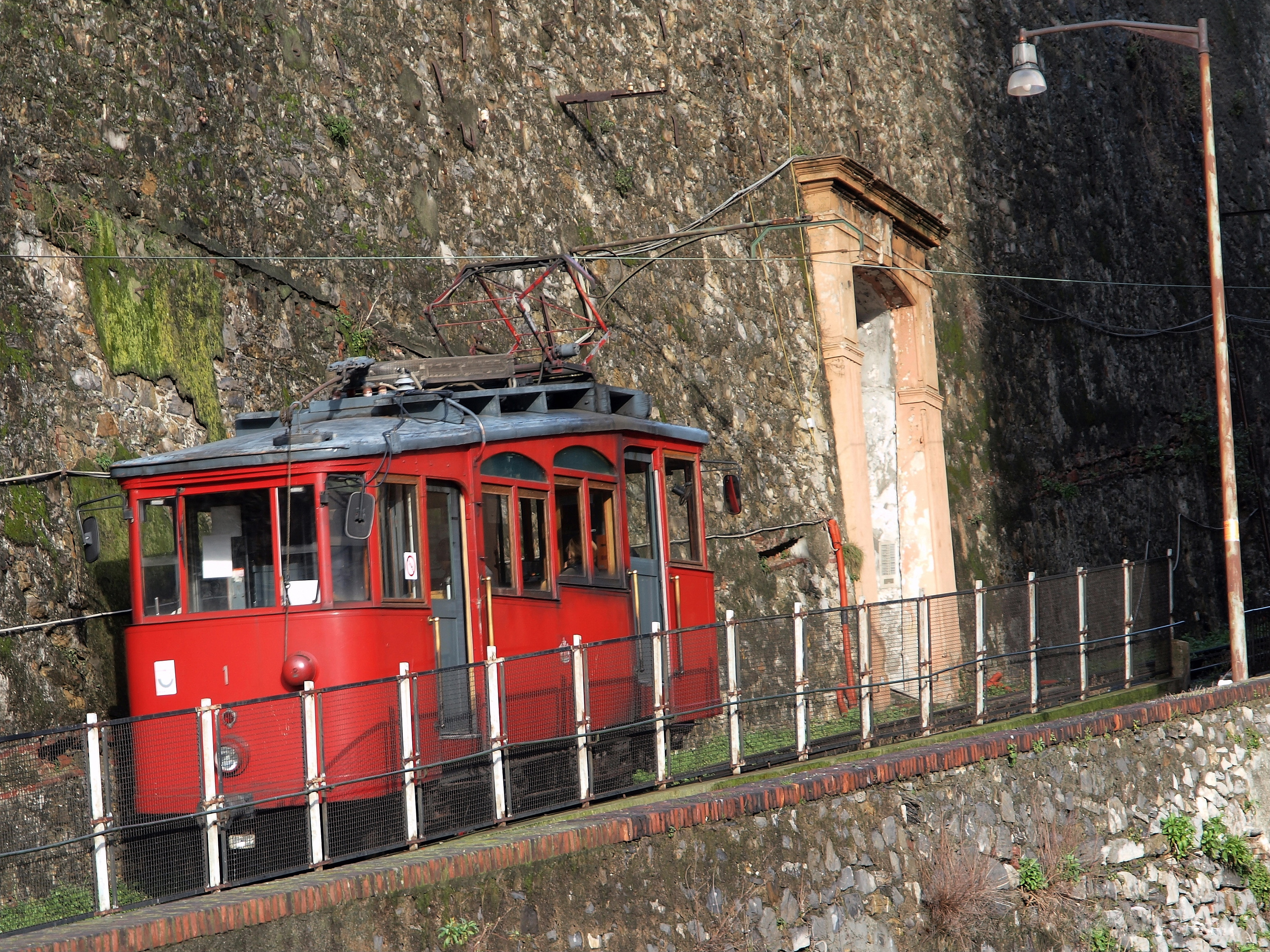
同じくプリンチペ宮の横を上る1形1号機、2009年

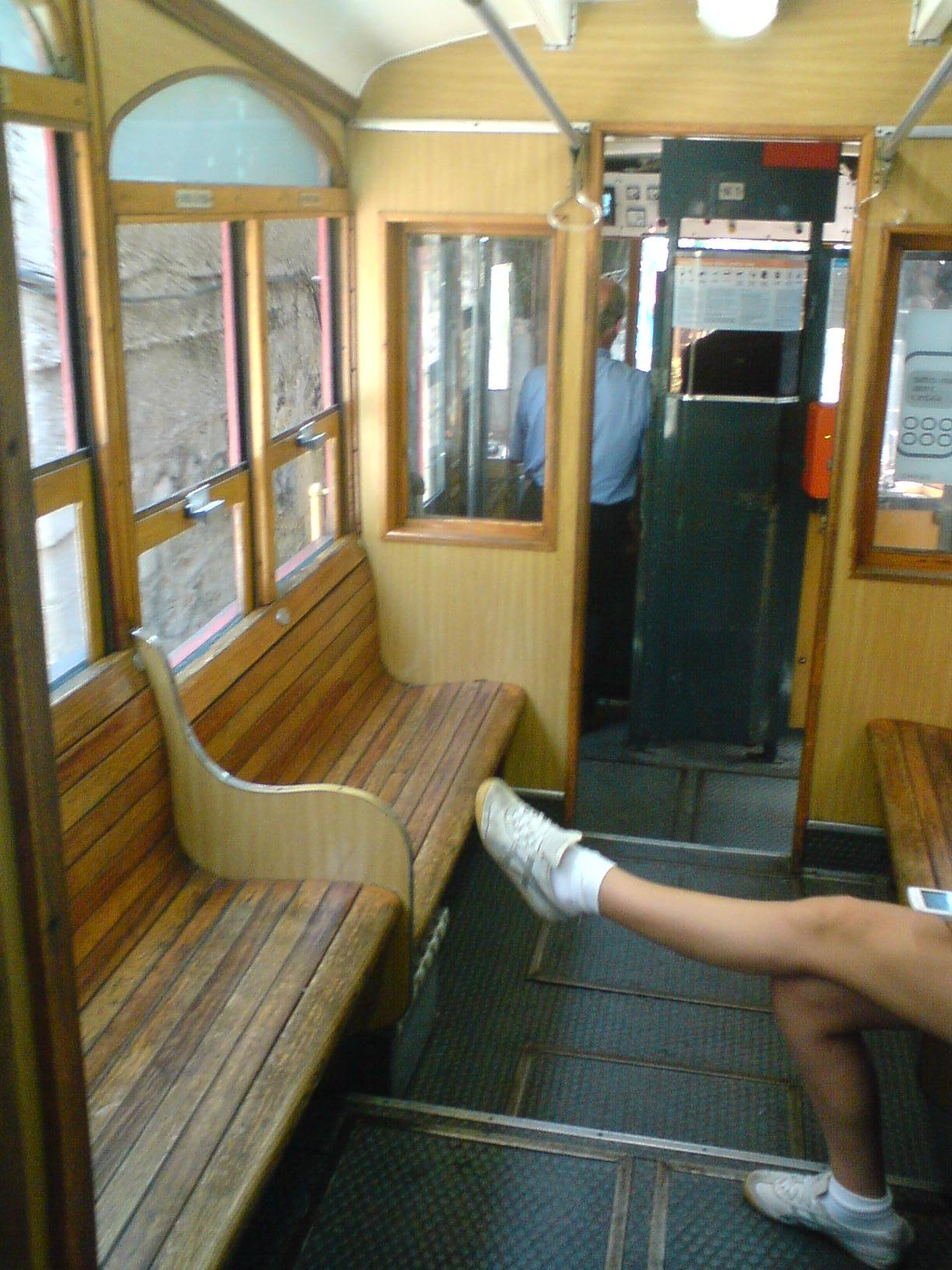
客室内も階段状となっている、2009年

プリンチペ・グラナローロ鉄道1形電車(プリンチペ・グラナローロてつどう1がたでんしゃ)は、イタリア北部ジェノバ郊外の登山鉄道で、現在ではジェノバ市交通局が運営しているプリンチペ・グラナローロ鉄道（Ferrovia Principe-Granarolo）で使用されているラック式電車である。なお、プリンチペ・グラナローロ鉄道の車両は形式を付与されていないため、1形の呼称は本項で記述するにあたり便宜的に付与したものである。

## 概要
1860-80年代頃よりスイスを始めとする欧州各国で運行が開始されたラック式の登山鉄道・山岳鉄道は、イタリアにおいても1886年のナポリ市内線のミュージアム-トッレッタ線や1892年のサンテッレロ-サルティーノ鉄道以降、1935年のサッシ・スペルガ登山鉄道までの間に15の路線が開業しており、いずれも主にスイス製の機材によって運行されていた。
一方、ヨーロッパのラック式鉄道は1890-1900年代以降には電化されての開業が多くなり、スイスで1898年に開業したユングフラウ鉄道、ゴルナーグラート鉄道、シュタンスシュタート-エンゲルベルク鉄道以降、多くの鉄道で採用されていた2軸式のラック式専用もしくはラック式/粘着式併用の小型電気機関車が客車を押し上げる形態の列車での運行がイタリアにおいても当初は主力となっていた。
これと並行して1890年代には路面電車をベースとした小型のラック式電車が比較的小規模なラック式鉄道に導入されており、その後1900年代になって電機品やラック式駆動装置の小型化がが進んだ結果、本格的なラック式の電車が製造されるようになっているが、1896年9月4日に設立されたジェノバ登山鉄道により建設され、1901年に開業した最急勾配214パーミルのラック式鉄道であるジェノバのプリンチペ・グラナロロ鉄道においても小形の電車により運行をすることとして、本項で記述する2軸のラック式専用電車である1形を導入している。これは、プロイセン王国（現在のドイツ）における1894年開業のバーメン登山鉄道、フランスにおける1892年開業のサレーヴ鉄道、1898年開業のラン路面鉄道、1899年開業のリヨンバス・路面鉄道に次ぐ世界で5番目の事例であった。
本形式はプリンチペ・グラナローロ鉄道の開業に合わせて1901年に車体をDiatto、電機品をCIEGで製造されたもので、参考文献 『Zahnradbahnen der Welt』では1-3号機の3機が揃えられたとされている。この機体は製造時には台車はレールに対して平行であるが、車体は勾配区間に車両がある時にほぼ水平となる形態であったことが特徴となっていた。その後1929年にはPiaggio製の車体に交換して一般的なケーブルカーの車両などと同じく勾配に合わせた平行四辺形の車体を持つ形態に改造され、その後も改造を重ねながら製造後100年以上を経過した現在では1号機のみが運用されている。また、軌間が1200mmであることをはじめ、歯車箱を持たず歯車が露出した形態の駆動装置や板バネを主体とした簡易的な軸箱および駆動装置の支持方式、ケーブルカーなどと同様の片側の車輪がフランジなしで反対側が両側フランジとなっている輪軸など、特徴の多い形態となっている。

## 仕様

### 車体・走行機器
- 車体構造は木鉄合造で製造当初の車体は当時の一般的な平坦線用の路面電車のものと同様の構造、形態のものとなっており、これが勾配上において水平となるように走行装置上に設置されている。台枠は鋼材リベット組立式で、その上に木製の車体骨組の車体を載せたものとし、屋根は屋根布張り、外板、床および内装は木製としている。
- 車体はオープンデッキの両運転台式で、乗降は妻面に設けられた出入口から前後の乗降デッキを経由して行うほか、側面は下半部にわずかな裾絞りがつき、乗降デッキ兼運転台は屋根および、妻面下部の鋼棒および平板による簡単なフェンスのみが設置されるのみのベスチビュール（前面窓）のない形態となっている。側面窓は木製枠の1枚下降窓を6箇所設けており、窓下および窓枠、車体側面に型帯が入るものとなっているほか、屋根は客室上部が二重屋根となったダブルルーフで、二重屋根部の側面および妻面には明取り窓が設けられている。
- 連結器は設置されず、前後端部の台枠部中央に丸型の緩衝器のみが設置されている。また、屋根上の前後部には角型の主抵抗器が設置され、中央部にはトロリーポールが1基搭載されている。
- 後に乗降デッキ兼運転台の正面に3箇所（うち中央のものは下部が外側に開く外開窓）のガラス窓が設置されてベスチュビュール付の形態に改造されている。これにあわせて正面腰板が左右方向に丸みを帯びたものとなり、正面窓部は3箇所の窓部は平面であったため、両端部が腰板から一段外側に張り出した形態となっている。
- ラック方式はラックレールがラダー型1条のリッゲンバッハ式で、最急勾配214パーミル、歯幅100mm、ピッチ100mm、レール面上からの歯頂高0mm、歯末のたけ40mmであり、粘着レール上面とラックレール上面の高さを同一として踏切や併用軌道での他の交通の通行を容易としていることが特徴となっている。このため、分岐器を通過する際に、ピニオンの歯先が粘着レールの上面よりも上部にある通常のラック式鉄道ではピニオンがレール上部を通過することができるが、プリンチペ・グラナローロ鉄道においては、分岐器はピニオンが粘着レールに干渉する部分では粘着レールがラックレールによって分断される構造となっている。
- プリンチペ・グラナローロ鉄道は単線の路線の中間部に行き違い設備を1箇所設けたのみの構造で、最大でも2機の電車で運行されるのみであるため、本形式の輪軸および分岐器は単線交走式のケーブルカーと同様の構造となっている。輪軸は片側の車輪がフランジなしの幅広のもの、反対側が両側フランジのものとなっている一方、分岐器は可動部分のないものとなっており、行き違い設備においては両側フランジの車輪が外側となる側を走行し、内側のフランジなしの車輪は分岐部やラックレール上端部を通過するもので、本形式においては1号機が山麓側から山頂側を見て左側を、2号機が右側を走行する。

### 車体変更

#### 車体
- 1929年には事故復旧に合わせて1、2号機の車体を新造のものに変更している。新しい車体はPiaggio[22]で製造された、一般的なケーブルカーと同様の平行四辺形の形態を持つもので、100パーミルの勾配上において、室内の4段の階段状の床面や座席等が水平に、妻壁面が垂直になるようになっており、この状態での車体長は7000mm、車体幅は1850mmである。この平行四辺形の形態を除く基本的な車体の構成は当時の一般的な小型路面電車と同様のものとなっており、中央の客室の前後に運転室を兼ねた乗降デッキが設置されるもので、正面はほぼ等幅の3枚窓、側面の窓扉配置は1D2×2D1で、車体四隅部が面取りされてこの部分にも窓が設置されているほか、2枚1組で配置された下落とし式の側面窓上に上部がアーチ状の形態で幅1300mmの明取窓が設置されていることが特徴となっている。
- 車体は木製鋼板張の側板、妻板は平面構成で腰板部には型帯が入るものとなっており、車体塗装は下半部が濃緑色、上半部は濃いベージュ色で窓枠は木製ニス塗りとなっている。また、正面下部には丸型の前照灯一基とトロリーポール上下用のリールが設置されるほか、改造前に引続き連結器は設置されず、前後端部の台枠部中央に丸型の緩衝器のみが設置されている。また、屋根上の中央部には角型の主抵抗器が設置され、その前後にトロリーポールが各1基搭載されている。
- 長さ2715mmの客室内の床面は2段の階段状になっており、木製板張のロングシートや、2枚1組で配置される側面窓もこれにあわせて段差を設けて設置されている一方、天井やそこに設置される室内灯、吊り手棒等は床面に対し100パーミルの勾配を持った配置となっている。室内の側および妻壁面、座席、仕切壁等は木製ニス塗り、天井は白色の化粧板張りとなっているほか、客室の前後には仕切壁が設置されて幅620mmの貫通路により運転室兼デッキにつながっている。運転室兼デッキの左右には車体端側に引込まれる幅800mmの片引き扉が設けられ、その下部には1段の固定式ステップが設置されているほか、山麓側ものの天井は100パーミルの勾配をもっているが、山上側のものの天井は床板と平行となっている。運転台は中央運転台で、中央に大形マスターコントローラーが、右側に手ブレーキハンドルが設置されている。

#### 走行装置
- ラック方式および輪軸などは改造前と同様のものであり、輪軸は中央に有効径637mm（最大径680mm）、歯幅140mm、歯数20枚の1枚歯のピニオンが設置され、左右に直径580mmの従輪が、片側にピニオン駆動用の歯車が設置されており、従輪は片側が両側フランジでもう片側がフランジなしの幅広のものとなっているほか、従輪とピニオンの有効径が異なることにより同一軸に固定すると周速に差が出るため、従輪は車軸に対し独立で回転できるようになっている。
- 軸箱はその前後にレール方向に設置された4枚重ねの重ね板バネの中央部に装荷されて軸距は2600mmとなっており、軸箱守を持たないシンプルな方式となっている。また、主電動機は各輪軸の山麓側に配置されて駆動力は出力軸に設置された小歯車から1段減速で輪軸に設置された大歯車を経由してピニオンに伝達される方式で歯車箱を持たない単純な構造となっているほか、主電動機の片側は車体に、もう片側は主電動機軸を通じて軸箱を支持する板バネに装荷されている。
- 車体の山麓側車端部床下にはしりもち防止のための補助輪が設置されている。これは直径400mmでフランジのない車輪を山麓側の車軸から1350mmの位置にレール面上108mmの位置に配置されるもので、通常はレールとは接触していない。
- 制御方式は直接制御式抵抗制御で、2基の主電動機を山上側運転台のマスターコントローラーでは直列4段、並列4段、発電ブレーキ6段で、山麓側運転台のマスターコントローラーでは直列4段、発電ブレーキ10段で制御する。
- ブレーキ装置としては主制御装置による発電ブレーキと、手ブレーキを装備しており、基礎ブレーキ装置はピニオン併設のブレーキドラムに作用する。なお、時期によっては勾配を下る列車はパンタグラフを下げた状態で発電ブレーキを作用させて運行されている。

#### 改造
- 1950年代頃に前面窓が等幅のものから中央窓が幅広でその左右のものが狭幅のものに変更されている。時期や車両により幅はさまざまであるが、現在の1号機は中央窓が幅700mm、その両側は300mmのものに変更されているが。また、その後前面の車体腰板部が3面折妻形状から曲面形状に変更されている。
- 屋根上では主抵抗器の山上側のトロリーポールをパンタグラフに換装している。このパンタグラフは帯材を組合わせた小型のものであり、通常はパンタグラフの部材が導電体を兼ねているが、本形式のパンタグラフは枠に電線を沿わせて配線してこれに通電していることが特徴となっている。また、車体ではこのほか、乗降扉の自動化、正面前照灯上部への標識灯の追加、運転台背面仕切の大型化などの近代化が実施されている。
- 駆動装置では、軸箱上部にコイルバネが設置され、これは後年ゴムブロックに変更されており、併せて車体側で板バネ支持するバネ受け部にもゴムブロックが追加されている。
- 車体塗装は1970年代頃から1990年代まではオレンジ色、その後現在に至るまで赤色となっているが、窓枠はニス塗りのままとなっている。
- 2012年に実施されたプリンチペ・グラナローロ鉄道の全面的な近代化改修に合わせて1号機についても以下の通り改造が実施されている。
  - 速度超過時に過速度検知装置とモーターにより手ブレーキを自動で作用させる緊急ブレーキ装置を設置。
  - ラックレールのリッゲンバッハ式からフォン・ロール式への変更に伴いピニオンを更新。
  - バリアフリー化のため、プラットホームの改修に合わせて乗降扉下部のステップ高さの調整。
  - 木製の車体骨組みの一部を鋼材で補強。
  - 主制御装置を間接制御式に変更し、マスターコントローラー内にマイクロスイッチと汎用のプログラマブルロジックコントローラを設置。
  - 山麓側輪軸のフランジ付従輪の前後に脱線時の逸脱防止用のレール保持金具を追設するとともに補助輪高さを調整。

### 主要諸元（車体変更後）
- 軌間：1200mm
- 電気方式：DC500V架空線式
- 軸配置：2zz
- 車体長：7000mm
- 車体幅：1950mm
- 軸距：2600mm
- 従輪径：580mm
- ピニオン有効径：637mm
- 定員：座席12名
- 走行装置
  - 主電動機：直流直巻整流子電動機×2台（1時間定格出力：73.5kW/12.5km/h）
  - 減速比：9.60
  - 牽引力：39kN
- 最高速度：約20km/h
- ブレーキ装置：発電ブレーキ、手ブレーキ

## 運行・廃車
- プリンチペ・グラナローロ鉄道はイタリア北部の港湾都市であるジェノヴァのイタリア国鉄のジェノヴァ・プリンチペ広場駅[23]近くのイタリア国鉄を越える陸橋の袂近くに位置するプリンチペ駅から、サン・テオドーロ地区とラガッチョ地区の境界にほぼ沿う形で、山上の集落であるグラナローロに至る全長1.136km[24]、標高差194mの路線である。この路線は軌間1200mm、リッゲンバッハ方式ラック区間で最急勾配214パーミルの片勾配の路線で、両終端駅を含め全線が勾配上にあり、平坦部は終点のグラナローロ駅は駅舎を通り抜けた最上部の広場のみでここが留置線となっていたが、現在では駅舎の背面に接続する検修庫が建設されている。なお、1200mmという軌間は世界的にも例は少なく、フランス、イタリア、スペイン、スイスの各国のケーブルカーを中心にいくつかの事例があるほか、スイスのアッペンツェル鉄道のライネック-ヴァルツェンハウゼン線（ケーブルカーより通常の鉄道に転換）、中国の汕潮路面鉄道などで採用されているのみとなっている。
- プリンチペ駅とグラナローロ駅間にはサリタ・サン・ロッコ（2012年開設）、ケントゥリオ、バーリ、カンビアーゾ、キアッサイウオラ、サリタ・グラナローロ（2012年開設）、ビア・ビアンコ（2012年開設）の7駅が設置されており、カンビアーゾとキアッサイウオラの間に交換設備が設置されている。2012年開設の3駅を除く各駅のプラットホームは開業当初は当時の1形の形状に合わせて水平となっていたが、1929年の車体交換の際に勾配に合わせた階段とスロープを組合わせたものに変更されている。
- 2003年からはプリンチペ - バーリ間での運行に縮小されていたが、その後沿線の擁壁の老朽化に伴い2011年から全面的に改修がなされることになり、擁壁の補修と併せて3駅の増設、ラックレールのリッゲンバッハ式からフォン・ロール式への変更、各駅のバリアフリー化が実施されるとともに、前述のとおり1号機の更新改造が実施され、2012年10月13日に全線での運行を再開している。

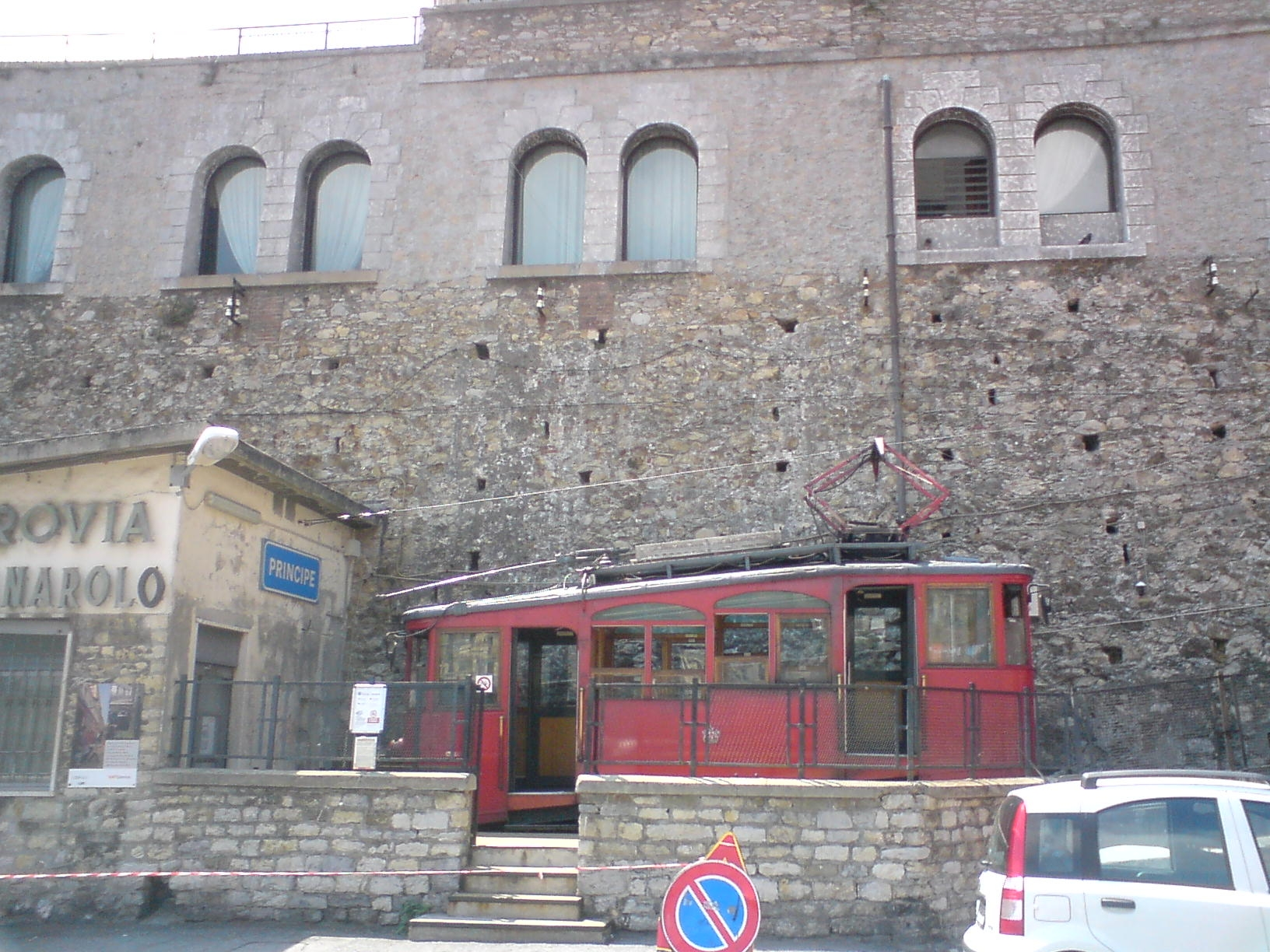
始発駅のプリンチペ駅に停車中の1形、開業以来の駅はホームが水平であった時代の形跡が残る
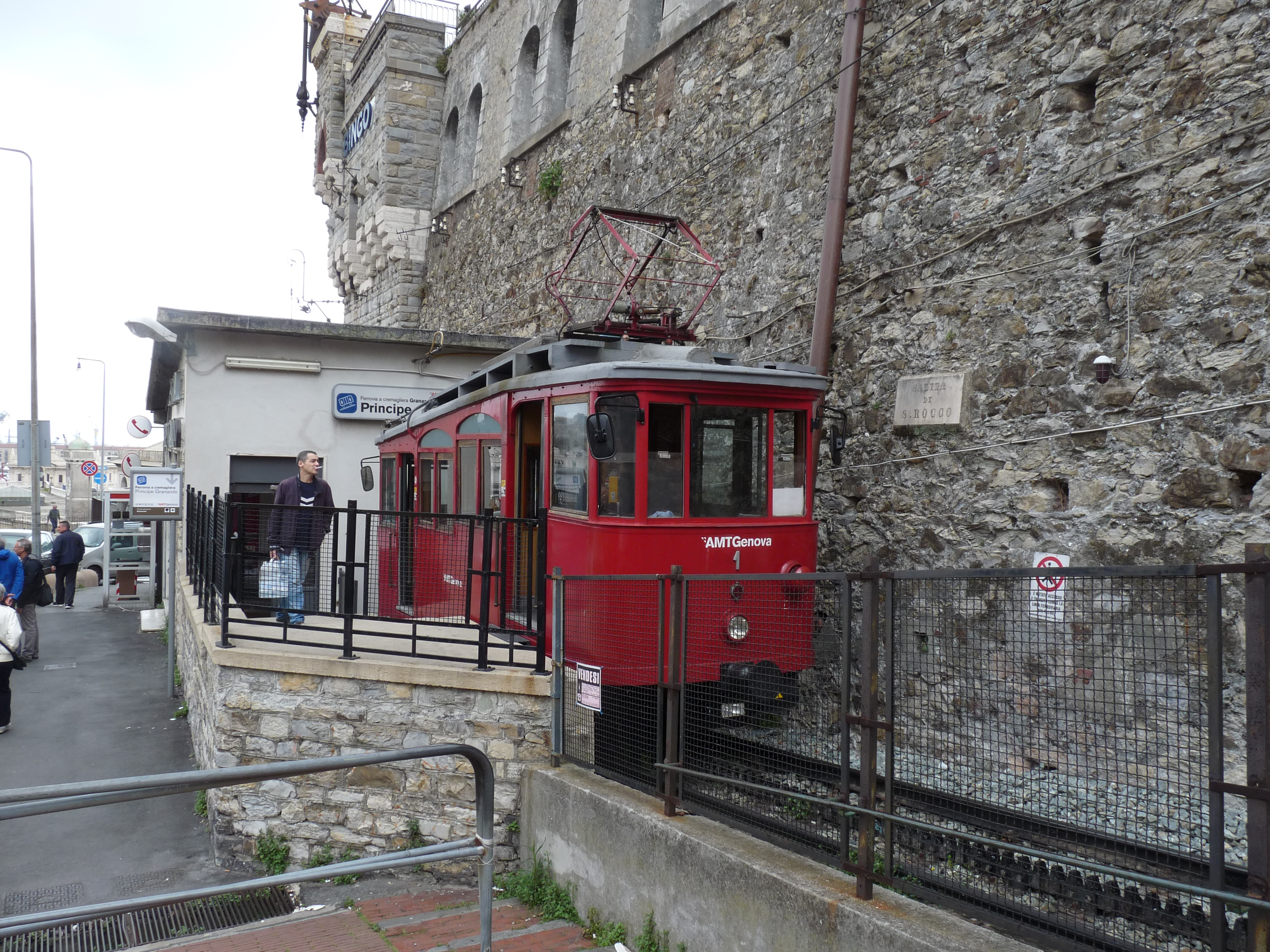
同じくプリンチペ駅、2012年の改良工事により階段の位置が変更となり、車両との段差が低減されている、2016年
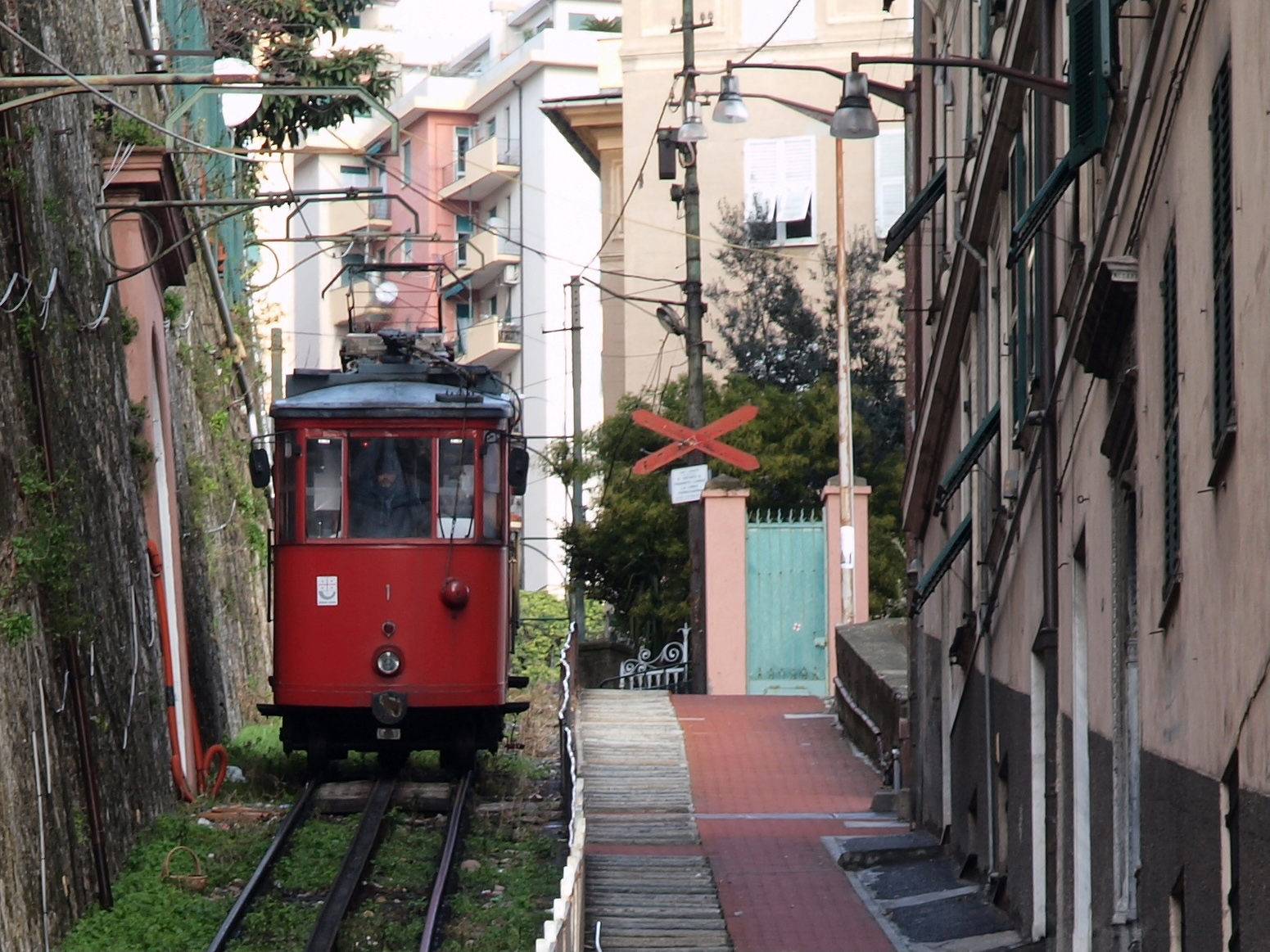
プリンチペ-グラナローロ鉄道の下側約1/3の区間は市街地を走行しており、軌道に並行して細い道路が通っている
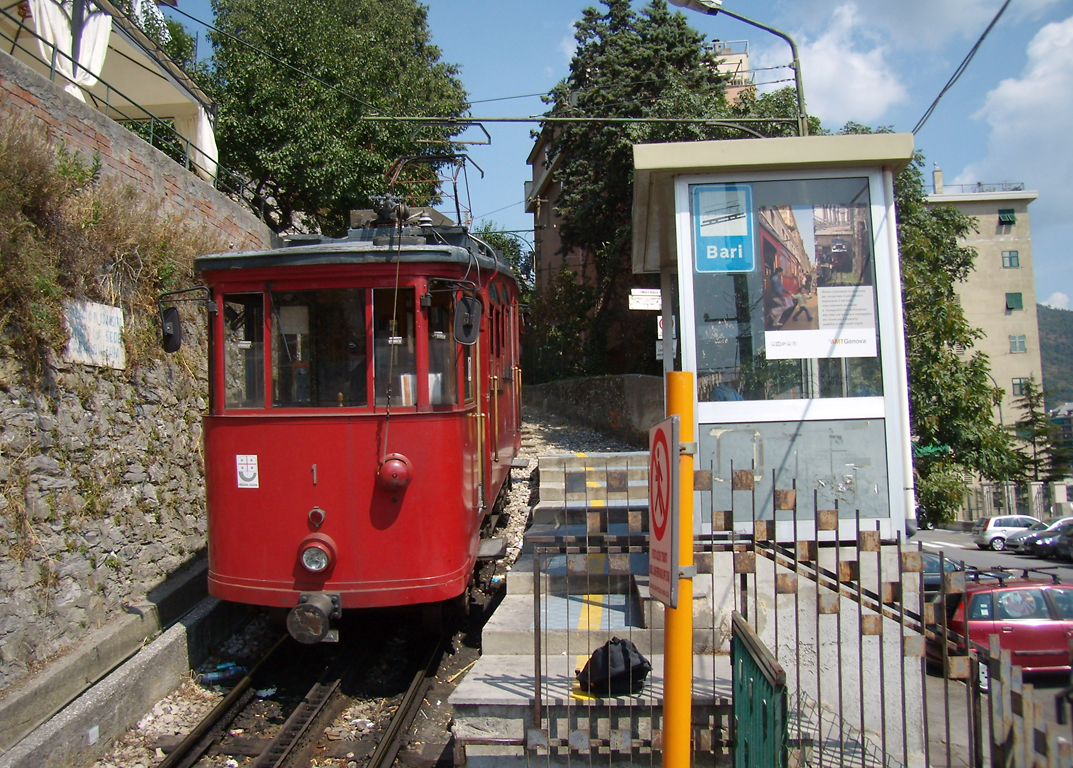
途中駅のバーリ駅、2009年
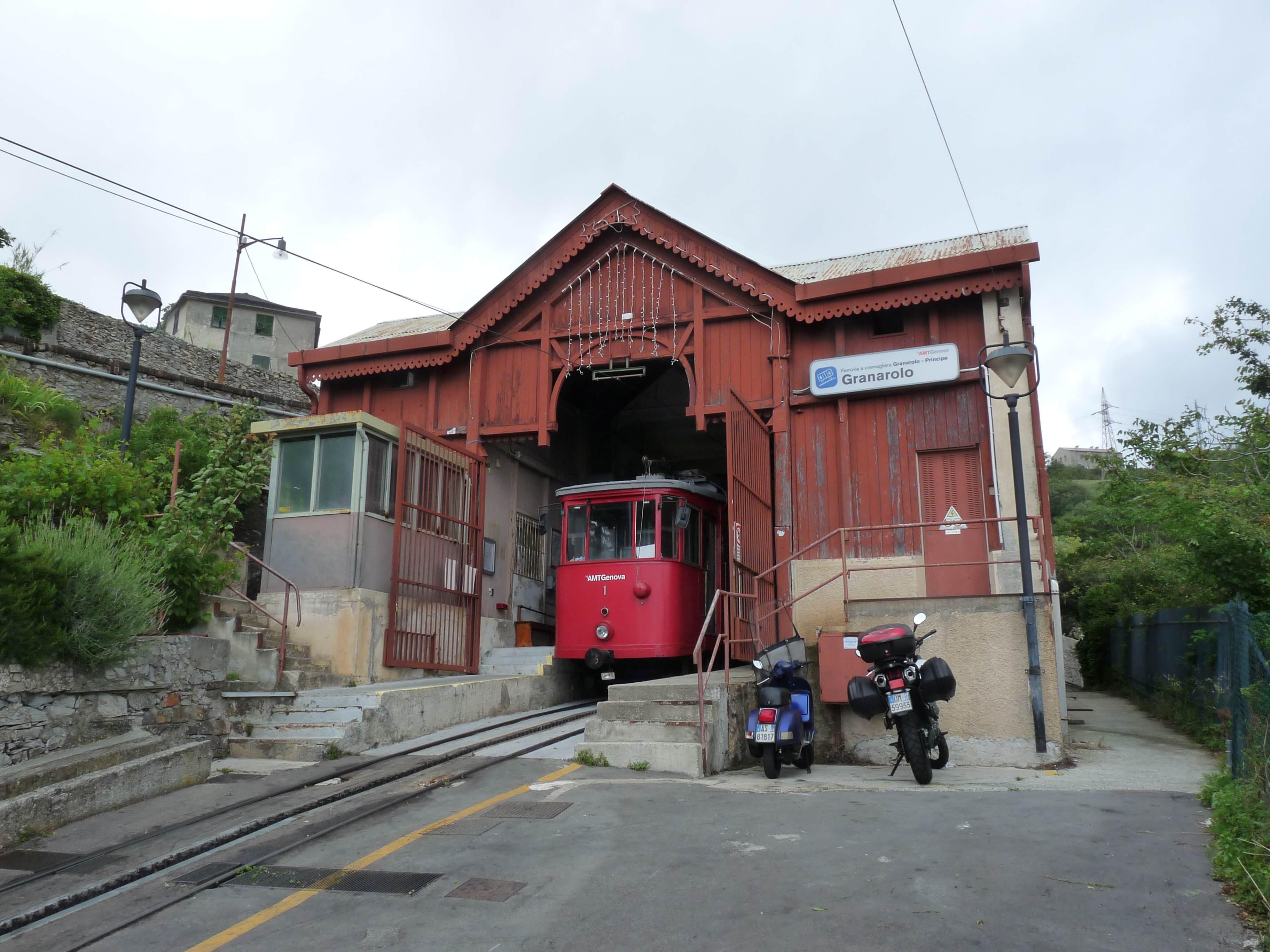
終着駅のグラナローロ駅と1形、プリンチペ駅同様ホームが水平であった時代の形跡が残る、2016年
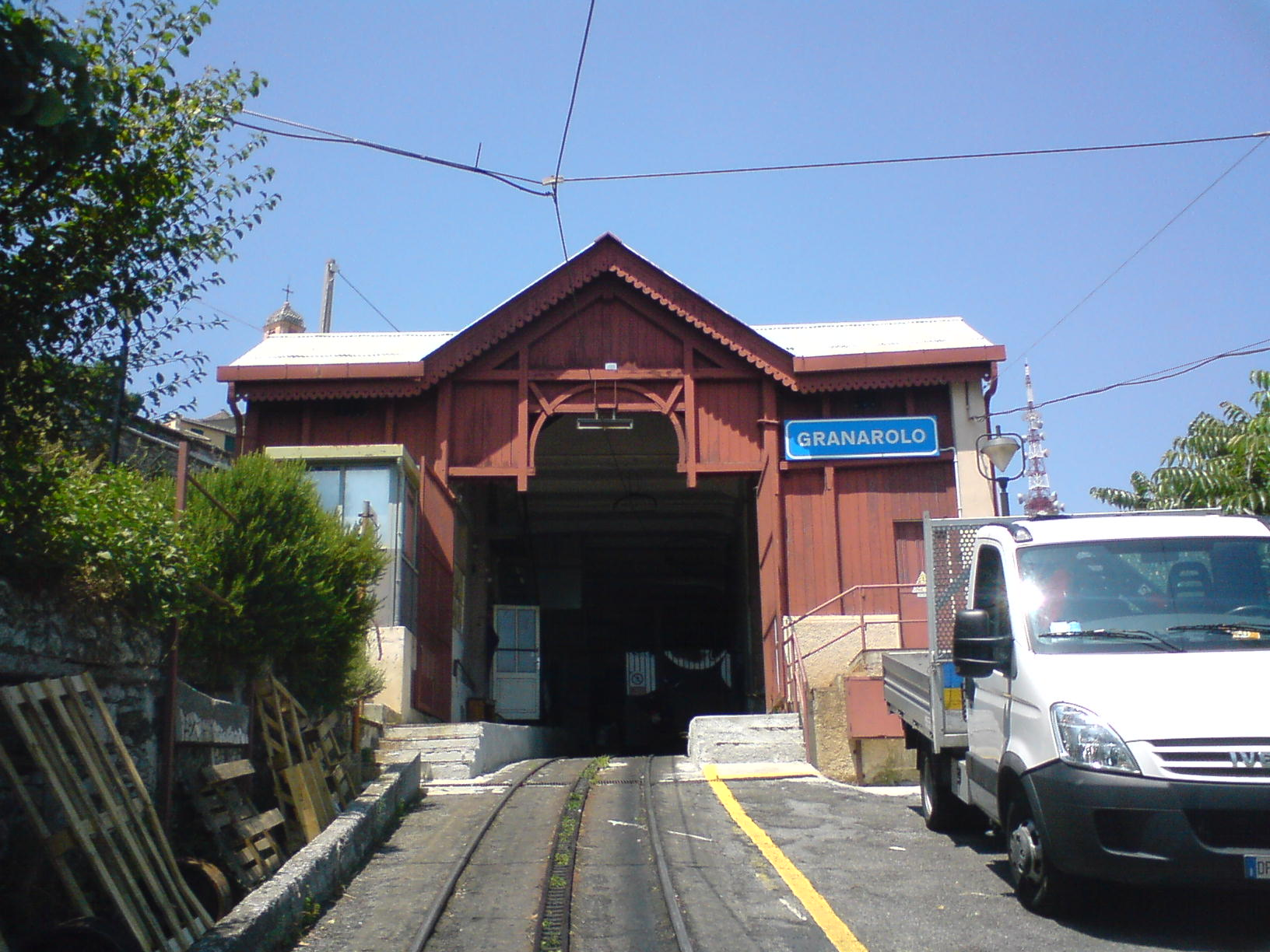
同じくグラナローロ駅、駅を通り過ぎた奥に検修庫が設けられている、また、駅手前は併用軌道となっている、2009年